# 牛津大學出版社

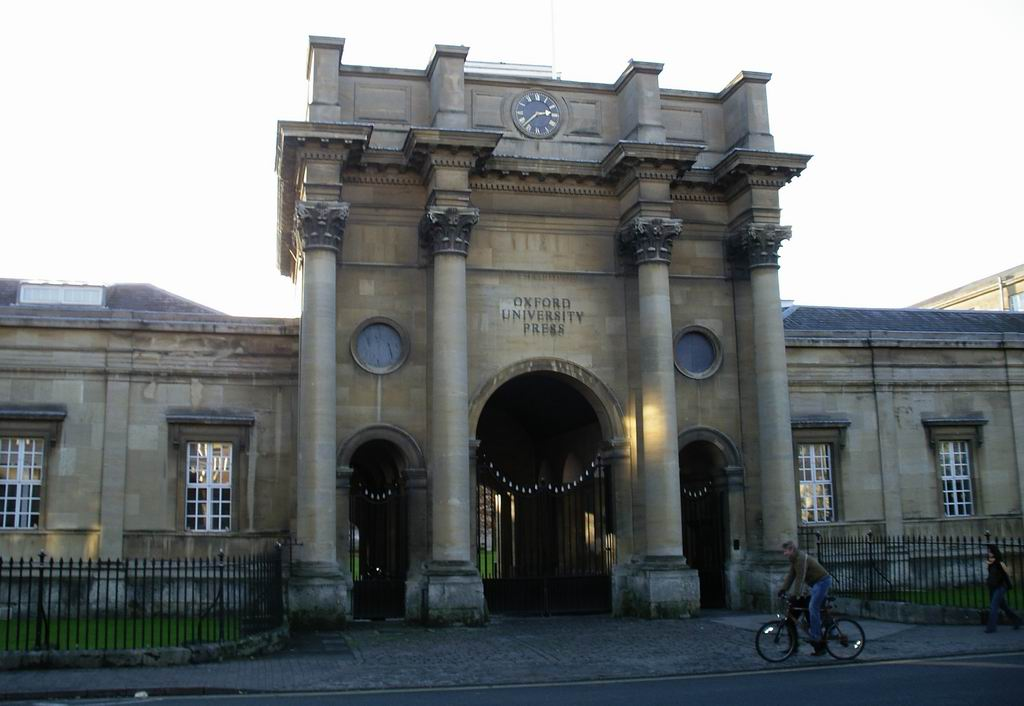
位于牛津的牛津大學出版社

牛津大學出版社（英語：Oxford University Press，缩写为OUP）該社是牛津大學其中一個部門 ，掌管該社的監督委員會的成員，均是由校長委任的牛津大學教職員。
該大學涉足印刷行業可追溯至1480年，初時為印刷聖經、祈禱書和學術著作的主要印刷商。在19世紀時承印了牛津英文字典的項目，而其業務亦不斷擴充，涉獵兒童讀物、教科書、音樂、雜誌、世界經典系列，以及英語語言文字教學書籍等。隨着開拓國際市場，該社開始在英國以外的地方開設辦公室，首間位於紐約（1896年）。又隨着電腦的普及和經營環境改變，該社位於牛津的印刷廠於1989年關閉。其印刷和訂裝工作早已外包。

## 管治
該社的監督委員會的會議由牛津大學校長主持，每兩星期開會一次，負責決定該社的方針和政策。新書必須提交監委會審批，而個別委員亦會與該社的編輯保持聯繫。

## 據點
英國牛津和美國紐約是牛津大學出版社的出版總部，是大部分該社出版的書籍的來源。1961年牛津大學出版社在香港設立全資附屬公司「牛津大學出版社（中國）有限公司」。

## 出版
該社的出版物範圍廣泛，包括各學術領域的著作、教科書、聖經、音樂、兒童書籍、工具書、期刊等。由該社出版的圖書國際標準書號（ISBN）開頭為0至19，是極少數在ISBN系統中能夠以兩位數或以內作區別的出版商之一。

## 外部連結
- 官方网站：全球官網、牛津大學出版社（中國）、牛津大学出版社（上海）、牛津大學出版社（日本）
- YouTube上的牛津大學出版社頻道
- YouTube上的牛津大學出版社（中國）頻道